# Renault Type DO
Der Renault Type DO war ein frühes Personenkraftwagenmodell von Renault. Er wurde auch 22 CV genannt.

## Beschreibung
Die nationale Zulassungsbehörde erteilte am 16. Januar 1913 seine Zulassung. Vorgänger war der Renault Type CD. Im gleichen Jahr endete die Produktion. Nachfolger wurde 1914 der Renault Type EE.
Ein wassergekühlter Sechszylindermotor mit 85 mm Bohrung und 150 mm Hub leistete aus 5107 cm³ Hubraum 22 PS. Die Motorleistung wurde über eine Kardanwelle an die Hinterachse geleitet. Die Höchstgeschwindigkeit war je nach Übersetzung mit 52 km/h bis 78 km/h angegeben.
Eine Quelle gibt an, dass zwei verschieden lange Fahrgestelle zur Verfügung standen. Das kürzere hatte einen Radstand von 358,4 cm und eine Spurweite von 145 cm. Das Fahrzeug war damit 487,5 cm lang und 176 cm breit. Das längere Fahrgestell ermöglichte bei einem Radstand von 373,5 cm eine Fahrzeuglänge von 502,5 cm. Spurweite und Fahrzeugbreite waren unverändert. Eine andere Quelle gibt den Radstand mit 364 cm und die Fahrzeuglänge mit 495 cm an. Der Wendekreis war mit 14 Metern angegeben. Das Fahrgestell wog 1100 kg, das Komplettfahrzeug 2100 kg. Zur Wahl standen Torpedo, Limousine und Landaulet. 
Das Fahrgestell kostete 14.500 Franc mit normalen Reifen und 14.900 Franc mit abnehmbaren Reifen.
Das Auktionshaus Christie’s versteigerte am 26. April 1997 ein Landaulet von 1913 für 79.500 US-Dollar.
Bonhams versteigerte am 3. Dezember 2001 ebenfalls ein Landaulet von 1913 für 35.000 Pfund.